# Diaofeng (sockenhuvudort i Kina, Jiangxi Sheng, lat 26,72, long 115,93)
Diaofeng är en sockenhuvudort i Kina. Den ligger i provinsen Jiangxi, i den sydöstra delen av landet, omkring 220 kilometer söder om provinshuvudstaden Nanchang. Antalet invånare är 11 400. Befolkningen består av 5 379 kvinnor och 6 021 män. Barn under 15 år utgör 23,0 %, vuxna 15-64 år 69 %, och äldre över 65 år 7,0 %.
Runt Diaofeng är det ganska tätbefolkat, med 166 invånare per kvadratkilometer. Närmaste större samhälle är Shishang, 17,0 km sydost om Diaofeng. I omgivningarna runt Diaofeng växer huvudsakligen savannskog.
Genomsnittlig årsnederbörd är 2 107 millimeter. Den regnigaste månaden är juni, med i genomsnitt 314 mm nederbörd, och den torraste är oktober, med 22 mm nederbörd.